# Фиолетов, Иван Тимофеевич
Ива́н Тимофе́евич Фиоле́тов, партийная кличка — Ванечка (1884 год, с. Туголуково — 20 сентября 1918, между станциями Перевал и Ахча-Куйма Закаспийской железной дороги) — деятель революционного движения, соавтор внутрипартийной инициативы группы Иосифа Сталина (Джугашвили) по передаче полномочий по управлению партией от заграничного «ленинского» ЦК к внутрироссийским комитетам, комиссар по делам народного хозяйства Бакинского Совета Народных Комиссаров.

## Биография
Родился в безземельной крестьянской семье. Отца не помнил, воспитывался у отчима.
В 1890-х годах семья переехала в Баку. Окончил начальное училище. С 12 лет начал работать. Рабочий-металлист в Баку, в механических мастерских братьев Нобель.
Член РСДРП с 1900 года, РСДРП(б) — с 1903 года. В 1903 году за участие в июльской забастовке на Балаханских нефтяных промыслах Фиолетов попадает в тюрьму. В 1904 году — член Бакинского комитета РСДРП, член стачечного комитета Бакинских нефтяных промыслов. Участвует в Бакинской забастовке рабочих. Переходит на подпольное положение. С чужим паспортом переезжает в Грозный. Организует кружки рабочих.
В конце 1904 года арестован за изготовление антиправительственных листовок. Попадает в следственную тюрьму, где организует движение среди заключённых за улучшение их содержания. Объявляет «сухую» голодовку. После выздоровления переведён во Владикавказскую тюрьму, откуда освобождён во время событий 1905 года.
Один из организаторов профсоюзов нефтепромышленных рабочих в Грозном и Баку.

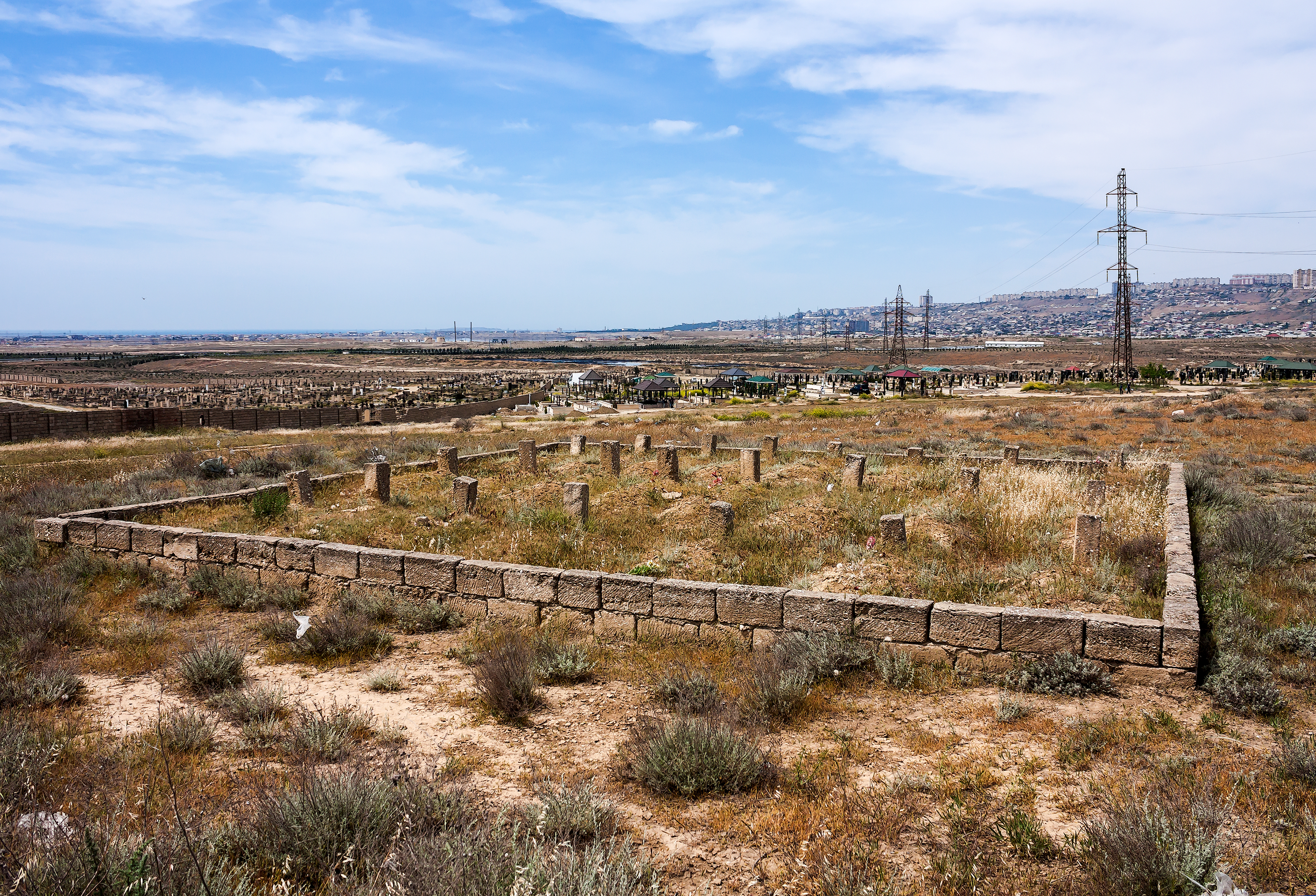
Могила 26 Бакинских комиссаров. Говсанское кладбище, 09 мая 2017 г.

В 1908 году арестован. Сидел в тюрьме в течение 8 месяцев. Затем отправлен в ссылку в Сольвычегодск. Из Сольвычегодска по семейным обстоятельствам переведён в Яренск, где был председателем колонии ссыльных. Во время ссылки готовится к сдаче экзаменов на аттестат зрелости.
С 1911 года, возвратившись из ссылки, вёл партийную работу в Баку, затем в Ташкенте. Работая на электростанции, предъявил администрации требования об улучшении быта сотрудников и был уволен. Долго не находя работы, переезжает в Челекен, где устраивается машинистом на нефтепромыслы. Находился под надзором полиции. Дал подписку о невыезде из Челекена. В 1914 году переезжает в Баку и продолжает там революционную деятельность совместно с Алёшей Джапаридзе.
После Февральской революции 1917 года Фиолетов становится членом исполкома Бакинского совета. С мая 1917 года — председателем Союза нефтепромышленных рабочих. С октября 1917 — член Кавказского краевого комитета РСДРП(б).
С апреля 1918 года — комиссар по делам народного хозяйства Бакинского совнаркома. Проводил национализацию нефтяной промышленности. Налаживал снабжение нефтью Советской России.
Расстрелян 20 сентября 1918 года в числе 26 бакинских комиссаров на 207-й версте между станциями Ахча-Куйма и Перевал (ныне — на территории Балканского велаята, Туркменистан).

## Память

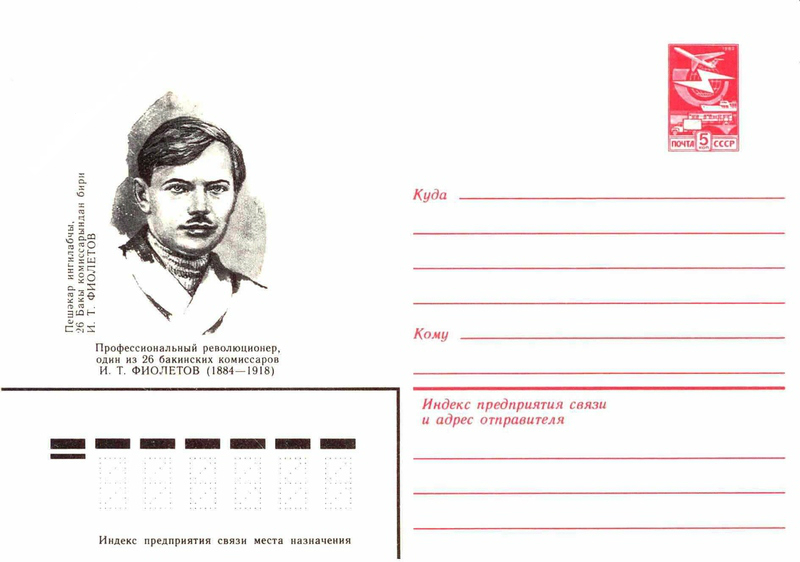
Портрет Фиолетова на конверте 1984 года

В 1920 году похоронен в братской могиле 26 комиссаров в Баку. Над могилой впоследствии был воздвигнут мемориал. Фиолетова изображал один из 4 бюстов над могилой. В 2009 году мемориал был снесён. 26 января 2009 года останки комиссаров были перезахоронены на Говсанском кладбище Сураханского района города Баку.
Имя Фиолетова носит русское молоканское село в Армении и улицы в Астрахани (до 1920 года — Скаржинская), Бишкеке, Волгограде, Грозном (до 1962 года 2-я Выгонная), Донецке, Октябрьском, Же́рдевке, Моздоке, Новоульяновске, Рыбинске, Таганроге, Тамбове, Туле и Яренске.
До переименования улица Абдулкерима Ализаде в Баку носила имя Фиолетова.
В честь Фиолетова в 1968 году был назван морской тральщик проекта 254 «Иван Фиолетов», входивший до 1990 года в состав Каспийской военной флотилии ВМФ СССР.
До 1992 года была станция ж/д Фиолетова в Баку АзЖД (сейчас снесена).
Был женат на сестре первого главы Балаха-Сабунчинского района Ольге Банниковой.